# Eremnophila willinki
Eremnophila willinki är en biart som först beskrevs av Menke 1964.  Eremnophila willinki ingår i släktet Eremnophila och familjen grävsteklar. Inga underarter finns listade i Catalogue of Life.